# Achille Togliani
Achille Togliani (Pomponesco, 16 de enero de 1924-Roma, 12 de agosto de 1995) fue un cantante y actor italiano. Participó en el primer Festival de la Canción de San Remo en 1951. 
Su voz cálida y armoniosa combinada con una figura de estrella de cine rápidamente lo hicieron uno de los intérpretes más populares de la canción italiana, con un repertorio sustancialmente melódico que incluía reinterpretaciones de éxitos de los años treinta y cuarenta. Al inicio de su carrera apareció en numerosas novelas fotográficas de la época junto a Sophia Loren, quien en ese entonces usaba el seudónimo de Sofia Lazzaro. Voz principal de la orquesta Angelini a partir de 1945, en los años cincuenta y sesenta prestó sus canciones en muchos de los programas de radio ligeros más populares de Italia.

## Filmografía
- Amori e veleni (1950)
- L'eroe sono io (1951)
- Solo per te Lucia (1952)
- Fermi tutti... arrivo io! (1953)
- La mia vita è tua (1954)
- La Luciana (1954)
- Lacrime d'amore (1954)
- Sua Altezza ha detto: no! (1954)
- Il paese dei campanelli (1954)
- Napoli è sempre Napoli (1954)
- Bertoldo, Bertoldino e Cacasenno (1954)
- Luna nova (1955)
- Suonno d'ammore (1955)
- Lacrime di sposa (1955)
- Carovana di canzoni (1955)
- Donne, amori e matrimoni (1956)
- Cantando sotto le stelle (1956)
- Sanremo canta (1956)
- Arriva la zia d'America (1956)
- I calunniatori (1957)
- Domenica è sempre domenica (1958)
- Destinazione Sanremo (1959)